# Circondario di Piedimonte d'Alife
Il circondario di Piedimonte d'Alife era uno dei circondari in cui era suddivisa la provincia di Terra di Lavoro, esistito dal 1861 al 1926.

## Storia
Con l'Unità d'Italia (1861) la suddivisione in province e circondari stabilita dal Decreto Rattazzi fu estesa all'intera Penisola.
Il circondario di Piedimonte d'Alife venne soppresso nel 1926 e il territorio assegnato al circondario di Caserta.

## Suddivisione
Nel 1863, la composizione del circondario era la seguente:
- mandamento I di Caiazzo
  - comuni di Alvignano; Caiazzo; Castello di Campagnano; Dragoni; Piana di Caiazzo; Ruviano
- mandamento II di Capriati a Volturno
  - comuni di Capriati a Volturno; Ciorlano; Fontegreca; Gallo; Letino; Prata Sannita
- mandamento III di Piedimonte d'Alife
  - comuni di Ailano; Alife; Castello di Alife; Gioia Sannitica; Piedimonte d'Alife; Raviscanina; San Gregorio; San Potito Sannitico; Sant'Angelo di Alife; Valle Agricola